# Euechinoidea
Sous-classe
Les Euechinoidea forment une sous-classe d'échinodermes au sein de la classe des oursins (Echinoidea). 
Elle comporte la très large majorité des espèces actuelles d'oursins, et semble être apparue au Trias.

## Caractéristiques
Presque tous les oursins actuels sont des Euechinoidea : les exceptions appartiennent à l'ordre des Cidaroida, souvent cantonné aux grands fonds ou à certaines niches écologiques plus ou moins extrêmes, et caractérisés par leurs grosses radioles en massues sans épiderme.
La sous-classe des Euechinoidea comporte à la fois des oursins réguliers (forme sphérique avec la bouche en bas et l'anus en haut) et des oursins irréguliers (ne suivant pas cette conformation canonique : plats, allongés, en forme de cœur...), ainsi que quelques formes plus originales (certains « oursins-crayons », l'oursin-tortue...).
- Le test (coquille) est composé de 10 colonnes de plaques ambulacraires et interambulacraires, réparties selon une symétrie radiale bipentaradiaire (2x5). Elles sont composées de calcaire renforcé de monocristaux de calcite.
- Les radioles (piquants) sont recouvertes d'un fin épiderme cilié, qui empêche les algues de s'y développer (contrairement à leur groupe frère, les Cidaroida).
- Ces oursins sont équipés de sphaeridia sur leur test (organes sensoriels).
- Ils possèdent également des pédicellaires, de type globulaire ou à 3 mors[1].

Ce groupe a fait l'objet d'une vaste réorganisation à la suite d'études génétiques en 2022. 

## Classification
| Selon World Register of Marine Species (1 avril 2022) : ... - infra-classe Aulodonta Jackson, 1912 - super-ordre Diadematacea Duncan, 1889 (emend. Mongiardino Koch et al., 2022) - ordre Diadematoida Duncan, 1889 — 2 familles - ordre Micropygoida Kroh & Smith, 2010 — 1 famille - super-ordre Echinothuriacea Jensen, 1982 (emend. Mongiardino Koch et al., 2018) - ordre Aspidodiadematoida Kroh & Smith, 2010 — 2 familles actuelles - ordre Echinothurioida Claus, 1880 — 3 familles - ordre Pedinoida Mortensen, 1939 — 1 famille - genre Pedinothuria Gregory, 1897 † - famille Pelanechinidae Groom, 1887 † - Infra-classe Carinacea Kroh & Smith, 2010 - Super-ordre Calycina Gregory, 1900 - Ordre Phymosomatoida Mortensen, 1904 † - Super-ordre Echinacea Claus, 1876 - Ordre Arbacioida Gregory, 1900 — 1 famille - Ordre Camarodonta Jackson, 1912 — 8 familles - Ordre Salenioida Delage & Hérouard, 1903 — 1 famille - Ordre Stomopneustoida Kroh & Smith, 2010 — 2 familles - famille Glyphopneustidae Smith & Wright, 1993 † - famille Hemicidaridae Wright, 1857 † - famille Orthopsidae Duncan, 1889 † - famille Pseudodiadematidae Pomel, 1883 † - Infra-classe Irregularia Latreille, 1825 - Subterclasse Atelostomata von Zittel, 1879 - Ordre Holasteroida Durham & Melville, 1957 — 6 familles - Ordre Spatangoida L. Agassiz, 1840 — 17 familles - Subterclasse Neognathostomata Smith, 1981 - famille Apatopygidae Kier, 1962 - ordre Echinoneoida H. L. Clark, 1925 — 1 famille - super-ordre Luminacea Mongiardino Koch, Thompson, Hiley, McCowin, Armstrong, Coppard, Aguilera, Bronstein, Kroh, Mooi & Rouse, 2022 - ordre Clypeasteroida A.Agassiz, 1872 — 10 familles - ordre Echinolampadacea Mongiardino Koch et al., 2018 — 1 famille - famille Archiaciidae Cotteau & Triger, 1869 † - famille Clypeidae Lambert, 1898 † - famille Clypeolampadidae Kier, 1962 † - famille Nucleolitidae L. Agassiz & Desor, 1847 † - famille Pygaulidae Lambert, 1905 † - ordre Holectypoida Ducan, 1889 † - famille Desorellidae Lambert, 1911 † - famille Galeropygidae Lambert, 1911 † - famille Menopygidae Lambert, 1911 † - famille Pygasteridae Lambert, 1900 † - famille Pygorhytidae Lambert, 1909 † | Selon ITIS (12 septembre 2013) : - Super-ordre Atelostomata Zittel, 1879 - Ordre Cassiduloida Claus, 1880 - Ordre Spatangoida Claus, 1876 - Super-ordre Diadematacea Duncan, 1889 - Ordre Diadematoida Duncan, 1889 - Ordre Echinothurioida Claus, 1880 - Ordre Pedinoida [Mortensen, 1939] - Super-ordre Echinacea Claus, 1876 - Ordre Arbacioida Gregory, 1900 - Ordre Echinoida Claus, 1876 - Ordre Phymosomatoida [Mortensen, 1904] - Ordre Salenioida [Delage & Hérouard, 1903] - Ordre Temnopleuroida Mortensen, 1942 - Super-ordre Gnathostomata Zittel, 1879 - Ordre Clypeasteroida A. Agassiz, 1872 - Ordre Holectypoida Ducan, 1889 |

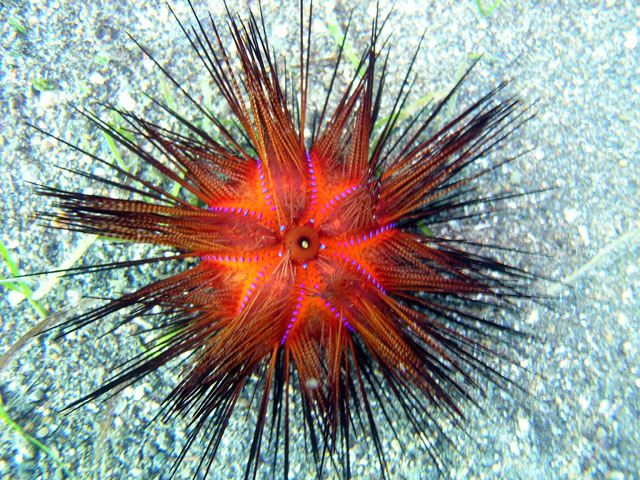
Oursin rouge (Astropyga radiata), un Diadematacea
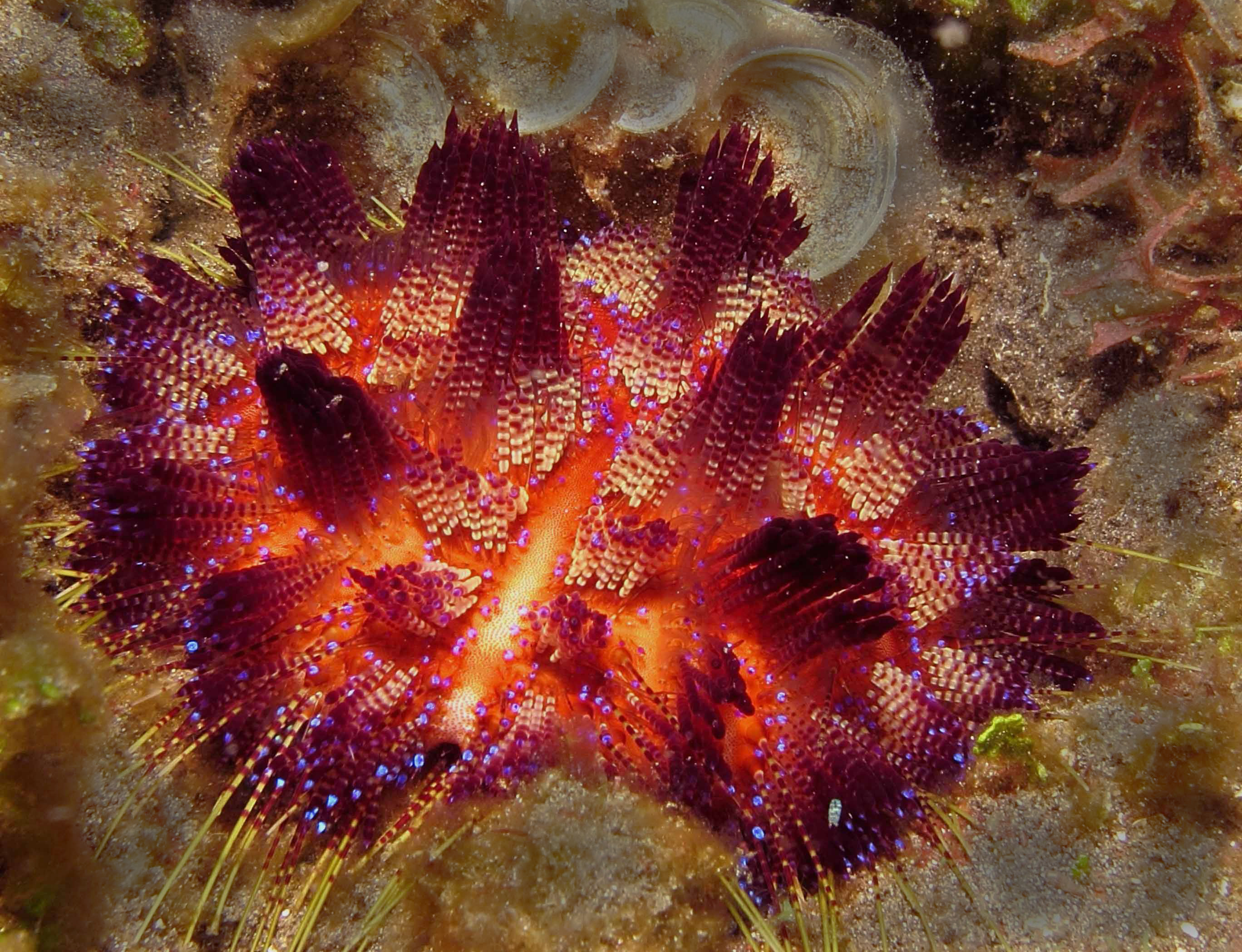
Oursin de feu (Asthenosoma varium), un Echinothuriacea
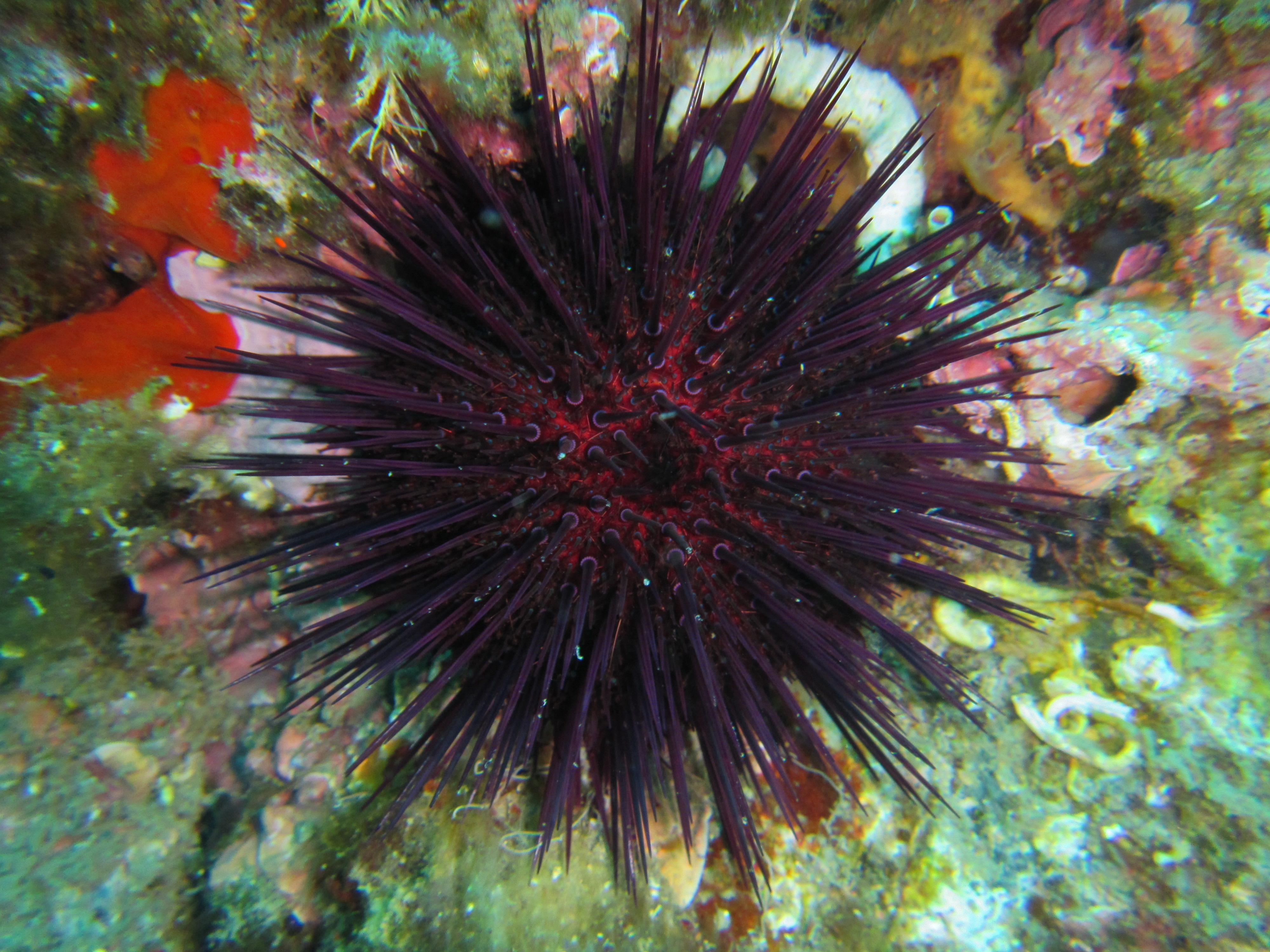
Oursin violet (Paracentrotus lividus), un Carinacea
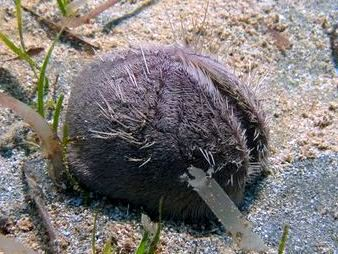
Spatangue pourpre (Spatangus purpureus), un Irregularia
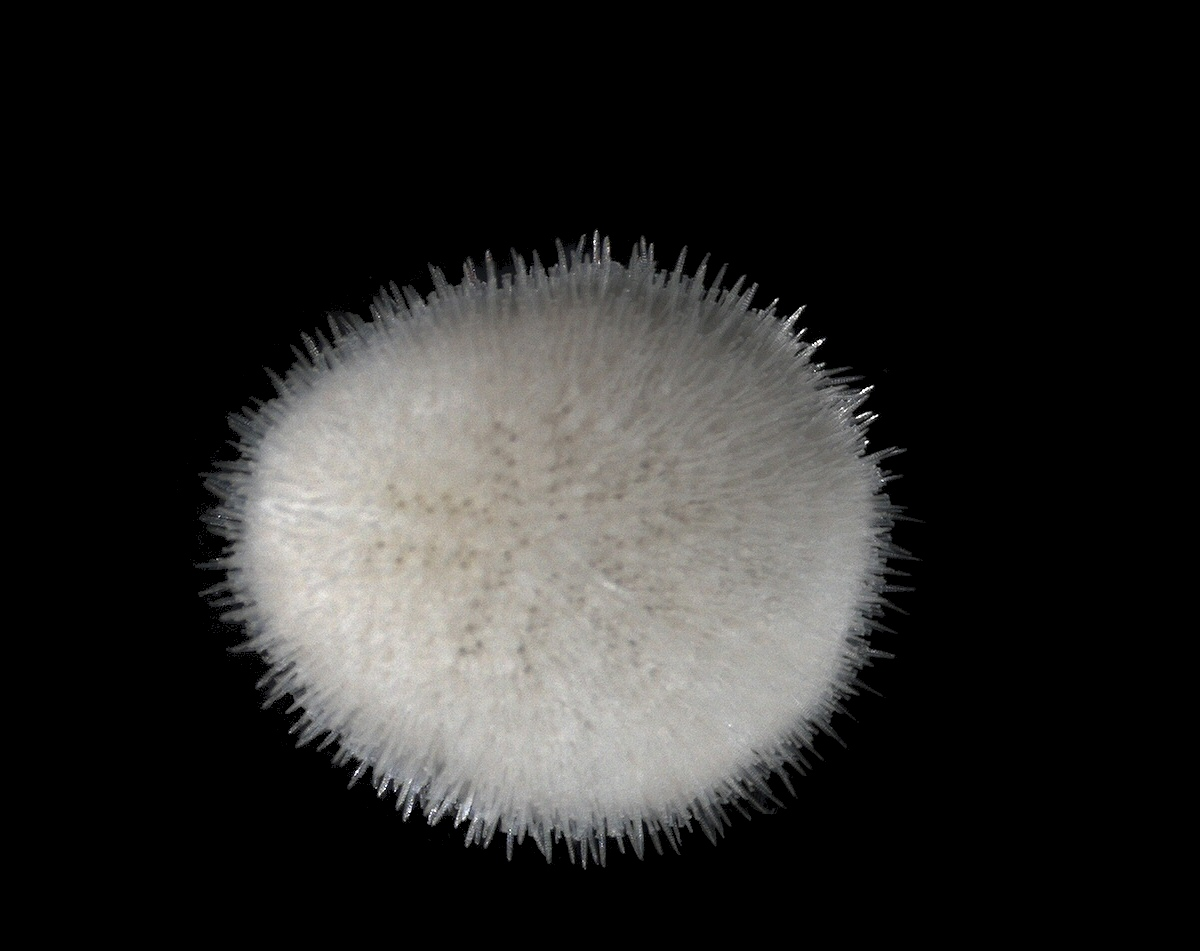
Fève de mer (Echinocyamus pusillus), un Irregularia plat.